# Tramwaje w Dreźnie

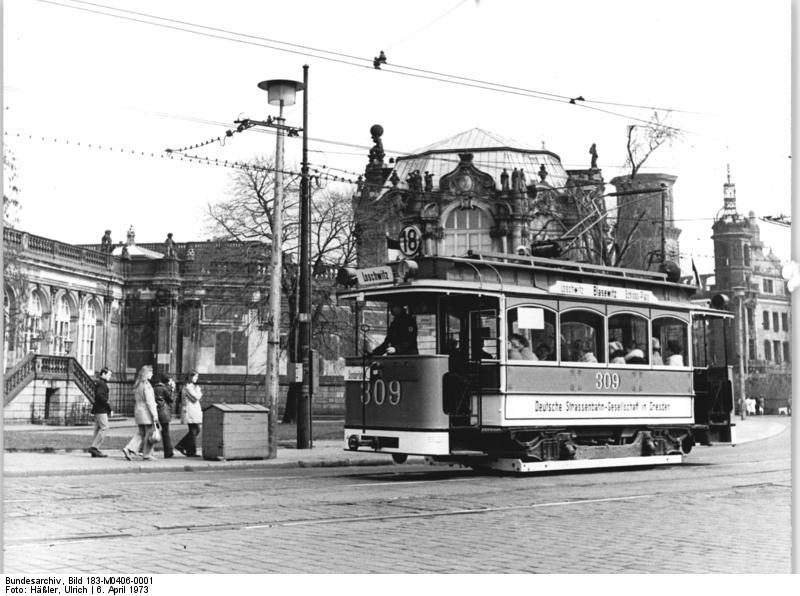
Tramwaj na ulicach Drezna w 1973

Schemat linii tramwajowych w Dreźnie

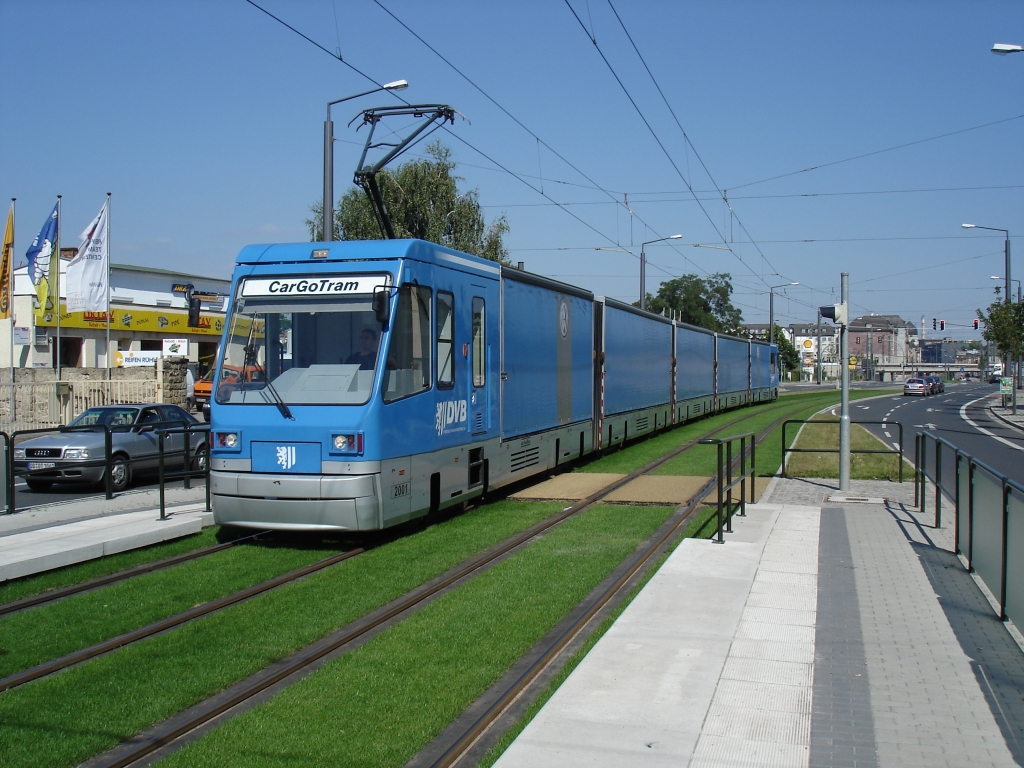
Tramwaj towarowy CarGoTram w Dreźnie

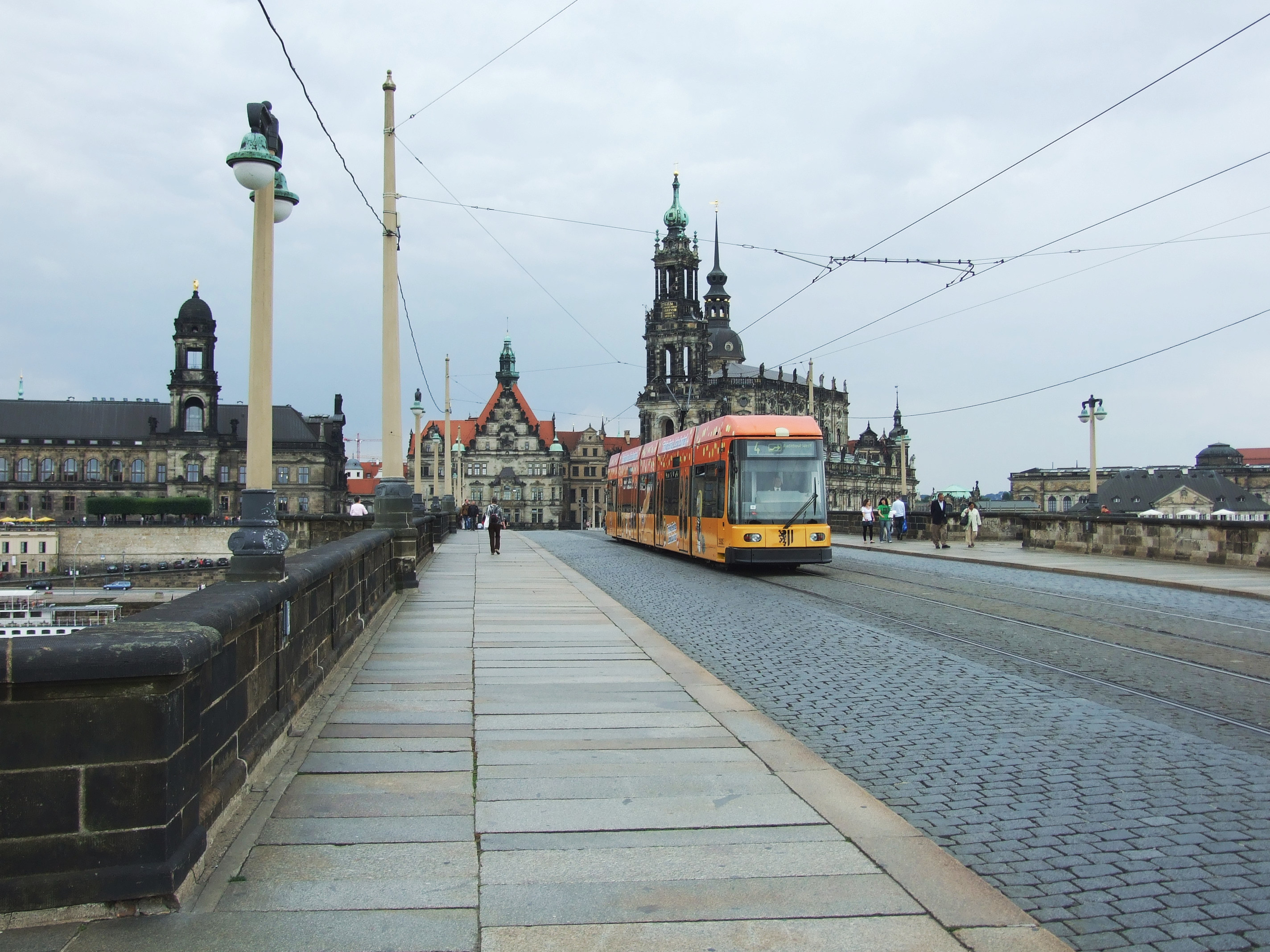
Tramwaj NGT6DD na moście Augustusbrücke

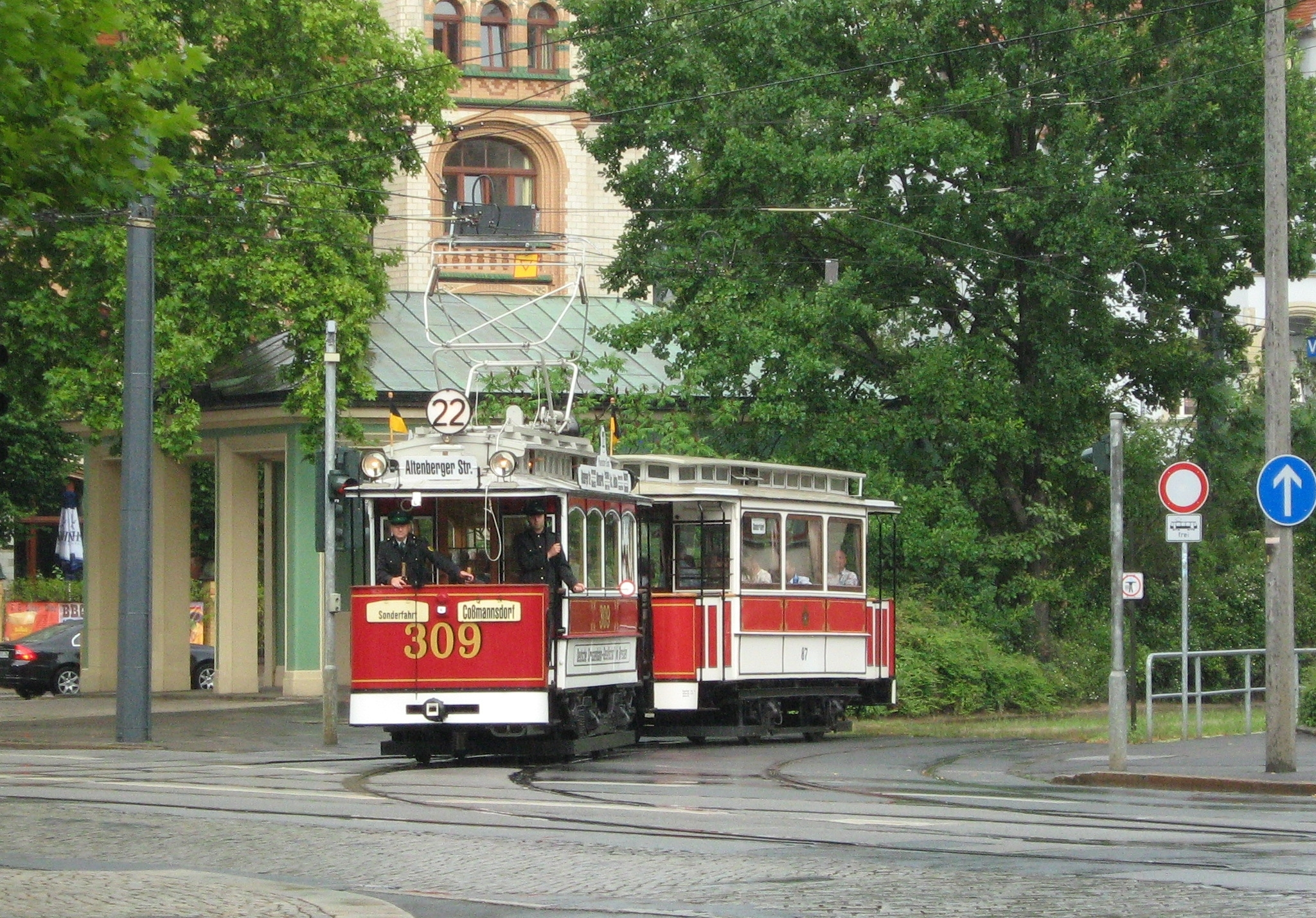
Historyczny tramwaj nr 309

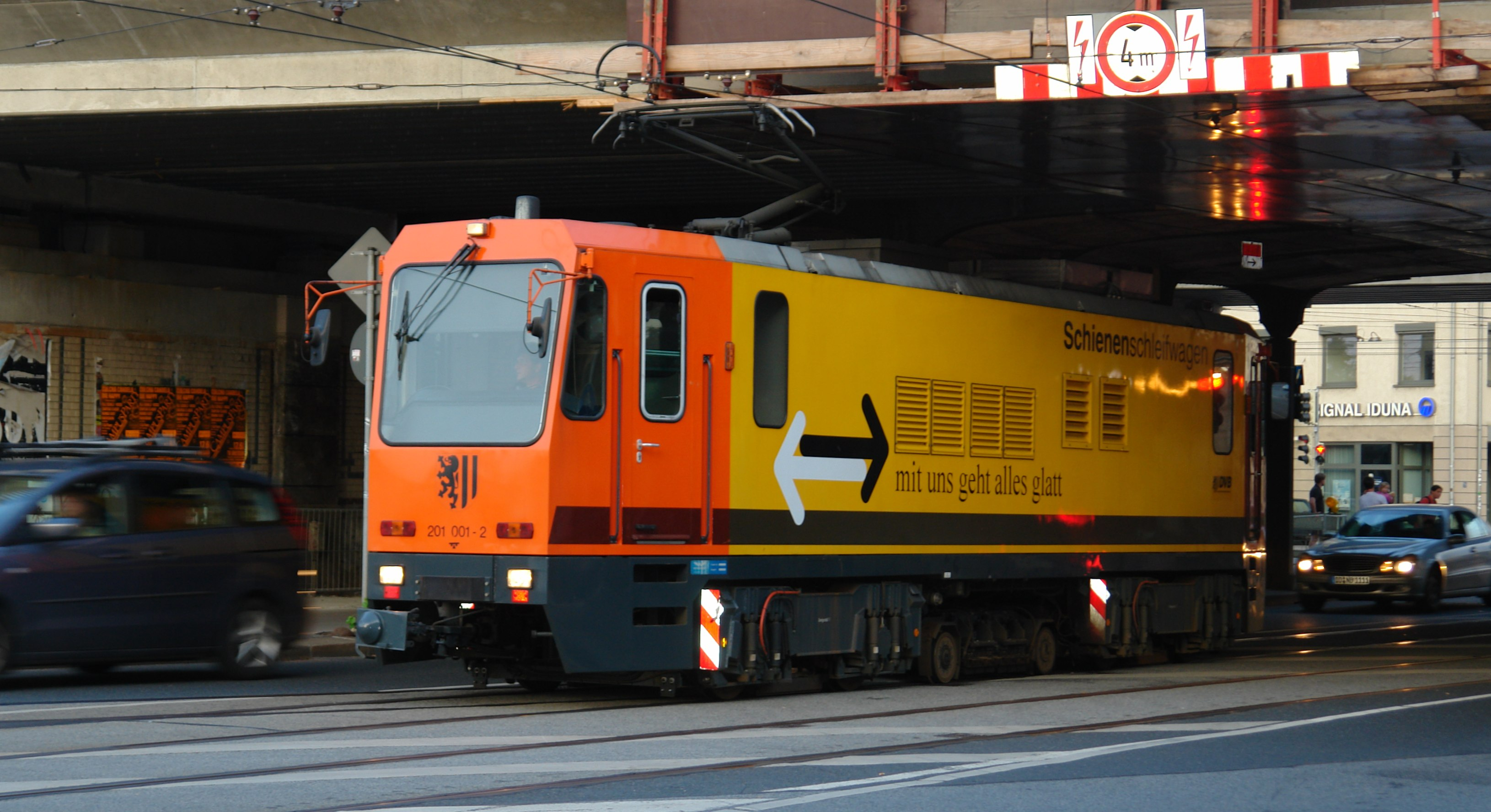
Szlifierka torowa

Tramwaje w Dreźnie – system transportu tramwajowego działający w niemieckim mieście Drezno.

## Historia
Pierwsze tramwaje w Dreźnie uruchomiono 26 września 1872 na trasie Blasewitz – Pirnaischen Platz, były to tramwaje konne. 6 sierpnia 1880 otwarto drugą trasę: Postplatz – Plauen. Kolejną trzecią trasę uruchomiono 19 czerwca 1881 na trasie Postplatz – Waldschlößchen. 6 lipca 1893 ruszyły pierwsze tramwaje elektryczne.
13 lutego 1945 wstrzymano ruch tramwajów z powodu bombardowania miasta. Pomimo dużych zniszczeń tramwaje uruchomiono 12 maja 1945. Po wojnie kilka tras tramwajowych wybiegających poza Drezno zlikwidowano.
15 maja 1996 otwarto nową zajezdnię tramwajową Gorbitz. 10 czerwca 1999 otwarto nową linię tramwajową pomiędzy Plauen i Coschütz.
Od 16 listopada 2000 po Dreźnie kursuje tramwaj towarowy o nazwie CarGoTram. Każdy z dwóch składów mierzących 60 m składa się z dwóch wagonów sterowniczych (po jednym na każdym końcu) oraz z 3 wagonami środkowymi.
Kolejną nową trasę otwarto 29 listopada 2003 do Kaditz. 2 września 2007 otwarto nową zajezdnię Reick oraz zamknięto starą Tolkewitz. Najnowszą linię oddano do eksploatacji 29 listopada 2008, łączy ona Gorbitz z Pennrich. 29 maja 2011 przedłużono o 1,3 km linię nr 10 z dotychczasowej końcówki Friedrichstadt (przemianowanej na Vorwerkstraße) do terenów wystawowych (MESSE DRESDEN). Nowa trasa ma 4 przystanki i kosztowała 16 mln €.
W ramach programu Stadtbahn 2020 planowane jest zastąpienie dwóch linii autobusowych o nr 61 i 62 tramwajami. W ramach tego programu ma zostać wybudowanych 14,9 km torów tramwajowych z 38 przystankami oraz 1,3 km poddanych modernizacji.
W Dreźnie działa muzeum tramwajów (Straßenbahnmuseum Dresden), mieści się ono w dawnej zajezdni tramwajowej Trachenberge. Dojazd do muzeum zapewnia linia tramwajowa nr 3 (przystanek Trachenberger Platz).

## Linie
Obecnie w Dreźnie jest 12 linii tramwajowych:
| Linia | Trasa                                  | Długość | Tabor obsługujący linię         |
| ----- | -------------------------------------- | ------- | ------------------------------- |
| 1     | Leutewitz – Prohlis                    | 15,6 km | NGT6DD, NGT8DD, NGT12DD         |
| 2     | Betriebshof Gorbitz – Kleinzschachwitz | 17,1 km | NGT6DD, NGT8DD, NGTD12DD        |
| 3     | Coschütz – Wilder Mann                 | 11,9 km | NGT8DD, NGTD12DD                |
| 4     | Weinböhla – Laubegast                  | 28,7 km | NGT6DD, NGT8DD                  |
| 6     | Betriebshof Gorbitz – Niedersedlitz    | 21,8 km | T4D-MT, NGT6DD, NGTD8DD         |
| 7     | Pennrich, Gleisschleife – Weixdorf     | 23,1 km | NGT8DD, NGTD12DD                |
| 8     | Südvorstadt – Hellerau                 | 13,2 km | T4D-MT, NGT6DD, NGT8DD          |
| 9     | Kaditz – Prohlis                       | 16,9 km | T4D-MT, NGT6DD                  |
| 10    | MESSE DRESDEN – Ludwig-Hartmann-Straße | 9,5 km  | T4D-MT, NGT6DD, NGT8DD, NGTD8DD |
| 11    | Zschertnitz – Bühlau                   | 9,5 km  | NGTD12DD                        |
| 12    | Leutewitz – Ludwig-Hartmann-Straße     | 14,4 km | T4D-MT, NGT6DD, NGT8DD, NGTD8DD |
| 13    | Mickten – Prohlis                      | 14,6 km | NGT6DD, NGT8DD                  |

## Tabor
W 1928 wprowadzono do eksploatacji dwa trzyczłonowe tramwaje. 15 grudnia 1964 przeprowadzano próby ze składem tramwajów złożonych z wagonów Tatra T3. 17 lutego 1969 rozpoczęto eksploatację tramwajów Tatra T4. 15 grudnia 1995 rozpoczęto eksploatację pierwszych tramwajów niskopodłogowych – SachsenTram NGT6DD. 1 czerwca 2001 dotarł do Drezna pierwszy tramwaj NGT8DD (siedmioczłonowy, ośmioosiowy). Kolejny nowy typ tramwaju do Drezna dotarł 19 lutego 2003, był to tramwaj typu NGTD12DD. W 2010 oficjalnie wycofano z eksploatacji tramwaje Tatra T4, które wyjeżdżają jeszcze sporadycznie na linie. Łącznie w Dreźnie jest 197 tramwajów:
tramwaje silnikowe:
| Typ                 | Zdjęcie | Liczba egzemplarzy |
| ------------------- | ------- | ------------------ |
| SachsenTram NGT6DD  |         | 60                 |
| Bombardier NGTD12DD |         | 43                 |
| Bombardier NGTD8DD  |         | 40                 |
| Bombardier NGT8DD   |         | 23                 |
| Tatra T4D-MT        |         | 23                 |

Tramwaje doczepne:
| Typ       | Zdjęcie | Liczba egzemplarzy |
| --------- | ------- | ------------------ |
| Tatra B4D |         | 8                  |